# Sceloporus graciosus
Sceloporus graciosus Baird & Girard, 1852 è un rettile della famiglia Phrynosomatidae, diffuso in Nord America.